# Batalha de Idlib (2012)
O cerco a Idleb foi um período em que o exército sírio cercou a cidade de Idlib, para suprimir a revolta, o que foi conseguido com sucesso em 14 de março de 2012. no segundo cerco, o governo sírio perde o controle da cidade.